# Cua de ventall de Malaita
El cua de ventall de Malaita (Rhipidura malaitae) és un ocell de la família dels dicrúrids (Dicruridae).

## Hàbitat i distribució
Habita els boscos de les muntanyes de l'illa de Malaita, a les Salomó sud-orientals.